# Jasper Cho
Cho Tae-kwan (Hangul= 조태관, Hanja= 趙泰寬, RR= Jo Tae-gwan), también conocido artísticamente como Jasper Cho (Hangul= 재스퍼 조), es un actor, director de arte y modelo canadiense.

## Biografía
Hijo del cantante surcoreano Jo Ha-moon y de la actriz Choi Ji-won (1961-), tiene un hermano menor, Cho Gyeong-gwan.
Su tío es el actor surcoreano Choi Soo-jong, quien está casado con la actriz Ha Hee-ra.
Habla con fluidez inglés.
Es el CEO de "Ramzi Theory" una tienda de ropa para madres y niños. Desde el 29 de marzo de 2020 junto a su esposa son dueños de la cafetería Bree Coffee (브리커피) ubicada en 131-14 Cheongdam-dong (131-14 Cheongdam-dong) en el distrito de Gangnam de Seúl.
En 2015 comenzó a salir con Noh Hye-ri (quien no forma parte del mundo del entretenimiento), y después de un año saliendo juntos se casaron el 19 de noviembre de 2016. Tienen dos hijos, uno de los cuales se llama Cho Dong-yu.

## Carrera
Es miembro de la agencia C-JeS Entertainment (씨제스엔터테인먼트).
En febrero de 2016 se unió al elenco recurrente de la popular serie surcoreana Descendants of the Sun donde interpretaba al doctor Daniel Spencer, un miembro del equipo médico de emergencias de Peacemaker del área Uruk.
En julio de 2017 se unió al elenco recurrente de la serie Man Who Dies to Live interpretando a Abdallah Waliwala, el asistente del conde Saeed Fahd Ali (Choi Min-soo).
En septiembre de 2018 se unió al elenco recurrente de la serie Terius Behind Me interpretando a Steven Kim ("K"), un francotirador impasible conocido por eliminar rápidamente a sus objetivos con dardos venenosos.
En 2020 se unió al elenco recurrente de la serie Start-Up interpretando a Alex Kwon, el director de una asociación global llamada Coda, un portal global.
En febrero de 2021 se unió al elenco extendido de la serie River Where the Moon Rises interpretando a Wol Gwang, un monje amigo de On-dal (Na In-woo), hasta el final de la serie el 20 de abril del mismo año.

## Filmografía

### Series de televisión
| Año  | Título                     | Personaje                         | Notas       |
| ---- | -------------------------- | --------------------------------- | ----------- |
| 2016 | Descendants of the Sun     | Dr. Daniel Spencer                |             |
| 2017 | Man Who Dies to Live       | Abdallah Muhammad Waliwala        |             |
| 2018 | Terius Behind Me           | Steven Kim ("K" / “The Magician”) | [ 9 ]       |
| 2020 | Start-Up                   | Alex Kwon                         | [ 10 ]      |
| 2021 | River Where the Moon Rises | Wol Gwang                         | 8 episodios |
| 2024 | Uncle Samsik               | Michael Jeong                     | Serie web   |

### Películas
| Año  | Título                           | Personaje    | Notas                                                                        |
| ---- | -------------------------------- | ------------ | ---------------------------------------------------------------------------- |
| 2020 | Ultimate Oppa (Ultimate Brother) | Moon Shi-woo | junto a Bela Padilla y Kim Gun-woo                                           |
| 2019 | The Divine Fury                  | Kevin        | junto a Park Seo-joon, Ahn Sung-ki, Woo Do-hwan, Park Ji-hyun y Shim Hee-sub |

### Programas de variedades
| Año         | Título                        | Notas                  |
| ----------- | ----------------------------- | ---------------------- |
| 2018 - 2019 | Poor Husband (Hungry Husband) | 30 episodios - miembro |
| 2017        | Radio Star                    | (ep. #535) - invitado  |
| 2017        | Video Star: Season 1          | (ep. #37) - invitado   |
| 2016        | Vocal War: God's Voice        | (ep. #7-8) - invitado  |
| 2016        | Happy Together Season 3       | (ep. #443) - invitado  |
| 2016        | Problematic Men               | (ep. #62) - invitado   |
| 2014        | Superstar K6                  | concursante            |
| -           | Showbiz Korea                 | presentador            |

### Aparición en videos musicales
| Año  | Intérprete           | Canción                    | Notas |
| ---- | -------------------- | -------------------------- | ----- |
| 2015 | Lee Seong-yeol       | "Song 1"                   |       |
| 2014 | Girl Hood (소녀시절) | "Honey Darling I Love You" |       |

### Teatro
| Año         | Obra                       | Personaje   | Notas |
| ----------- | -------------------------- | ----------- | ----- |
| 2019 - 2020 | Lucky Romance (운빨로맨스) | 주연 제택후 |       |

### Musicales
| Año  | Título                                         | Personaje | Notas |
| ---- | ---------------------------------------------- | --------- | ----- |
| 2009 | Evita (에비타)                                 | -         |       |
| 2008 | 한여름밤의 크리스마스                          | -         |       |
| 2007 | The Sound of Music (사운드 오브 뮤직)</smalll> | -         |       |

### Anuncios
| Año | Título        | Notas |
| --- | ------------- | ----- |
| -   | GE Appliances |       |

## Premios y nominaciones
| Año  | Categoría                           | Premios                 | Trabajo      | Resultado |
| ---- | ----------------------------------- | ----------------------- | ------------ | --------- |
| 2019 | Best Newcomer Award - Men in Acting | Asia Model Award        | -            | Ganó      |
| 2018 | Best Newcomer Award - Variety       | MBC Entertainment Award | Poor Husband | Nominado  |